# نیروهای متحد آزادی
نیروهای متحد آزادی(ترکی استانبولی: Birleşik Özgürlük Güçleri یا اختصاراً BÖG) یک گروه نظامی سازمان‌دهی شده توسط سوسیالیست‌های انقلابی است که اعضای آن ترکیه‌ای‌هایی هستند که عضو احزاب چپ‌گرای رادیکال کشورشان بودند و پس از آغاز انقلاب روژاوا و جنگ داخلی سوریه به آن منطقه رفتند.
این گروه با الهام از تیپ‌های بین‌المللی در خلال جنگ داخلی اسپانیا که شامل شبه نظامیان کشورهای مختلف بود، تأسیس شد و نخستین بار در دسامبر ۲۰۱۴ در طول محاصره کوبانی در منطقه دفاکتوی روژاوا در شمال سوریه، به مبارزه مسلحانه پرداخت.

## واحدها

پرچم نیروهای آزادی زنان

- نیروهای آزادی زنان (Kadın Özgürlük Gücü)[۵]
- Devrimci Cephe
  - Devrimci Karargâh
- Aziz Güler Özgürlük Gücü Milis Örgütü[۵]
- Kader Ortakaya Timi[۵]
- Kızılbaş Timi[۵]
- Mahir Arpaçay Devrimci Savaş Okulu[۵]
- Necdet Adalı Müfrezesi[۵]
- Spartaküs Timi[۵]
- Şehit Bedreddin Taburu[۵]
- Kader Ortakaya Timi[۵]
- Emek ve Özgürlük Cephesi[۶][۷]

## کتابشناسی
- The Carter Center (27 February 2017). "Foreign Volunteers for the Syrian Kurdish Forces" (PDF). آتلانتا: Carter Center. {{cite magazine}}: Cite magazine requires |magazine= (help)